# موزه تمبر کرمانشاه
موزهٔ تمبر کرمانشاه یکی از موزه‌های شهر کرمانشاه است که به ادارهٔ کل پُست استان کرمانشاه تعلق دارد و در محل ساختمان این اداره در خیابان معلم شرقی و در نزدیکی سه‌راه شریعتی این شهر قرار گرفته‌است. این موزه در سال ۱۳۸۱ خورشیدی تأسیس شده‌است. موزهٔ تمبر کرمانشاه علاوه بر فعالیت در زمینهٔ تمبرشناسی و نگهداری از کلکسیون‌های تمبر و اشیای مربوط به صنعت پست، تمبرهای یادگاری به بازدیدکنندگان ارائه می‌کند. موزهٔ تمبر کرمانشاه سومین موزهٔ بزرگ تمبر ایران به شمار می‌آید.

## تاریخچهٔ موزه
در سال ۱۳۸۰ کارشناسان تمبر وزارت ارتباطات و فناوری اطلاعات، استان کرمانشاه را از نظر مجموعه‌های تمبر به عنوان یکی از استان‌های برتر ایران تشخیص دادند. در همان سال پیشنهاد تأسیس موزه‌ای برای تمبر و وسایل مربوط به پُست در کرمانشاه مورد تأیید آن وزارتخانه قرار گرفت. در ابتدا محلی در میدان سپاه پاسداران و در ابتدای بلوار زن به عنوان مکان موزهٔ تمبر کرمانشاه آماده و تجهیز شد که دارای دو سالن به ابعاد ۶۸۰ متر مربع بود. موزهٔ تمبر کرمانشاه در روز ۱۷ مهر سال ۱۳۸۱ هم‌زمان با روز جهانی پست به صورت رسمی افتتاح شد. با این حال مکان موزه به دلیل استیجاری‌بودن ساختمان و نیز کوچک‌بودن آن، پس از مدتی به مکان دیگری منتقل شد. در روز ۱۷ مهر سال ۱۳۹۱ مکان جدید موزهٔ تمبر واقع در خیابان معلم شرقی و در نزدیکی سه‌راه شریعتی کرمانشاه افتتاح شد.

## اشیای موزه
گنجینهٔ موزهٔ کرمانشاه در زمان تأسیس آن ۳۲۰۱ قطعه تمبر را شامل می‌شد. این تمبرها تنوع بالایی داشته و مربوط به دوره قاجاریه به بعد هستند. قدیمی‌ترین تمبرها در موزهٔ کرمانشاه مربوط به سری ناصری محرابی بوده که قدمت آن‌ها به سال ۱۲۷۰ خورشیدی می‌رسد. مسئولان موزهٔ تمبر کرمانشاه در سال ۱۳۸۷ اعلام کردند که قصد دارند تعداد تمبرهای این مجموعه را به ۷ هزار قطعه برسانند.
بسیاری از تمبرهای این موزه توسط یکی از مجموعه‌داران کرمانشاهی به نام رحیمی به این موزه اهدا شده‌است.
علاوه بر تمبر، اشیای دیگری از قبیل اسناد مربوط به پُست، سکه، دست‌نوشته‌های قدیمی، نمونه‌ای از لباس چاپارها به سبک گذشته و امروزی، دستگاه نقش تمبر قدیمی، صندوق نامه‌های عادی، ماشین ابطال تمبر ریلی، دستگاه تلفن هندلی، ترازو و باسکول قدیمی، و ... در موزهٔ تمبر کرمانشاه نگهداری می‌شوند. از اشیای جالب توجه در این موزه پاکتی با قدمت نزدیک به یک قرن پیش است که هنوز گشوده نشده و ممهور است.

## بازدید از موزه
موزهٔ تمبر کرمانشاه به صورت منظم مورد بازدید علاقه‌مندان به تمبر و تمبرشناسی، دوستداران و پژوهش‌گران تاریخ و نیز مجموعه‌دارهای تمبر قرار می‌گیرد. همچنین در هماهنگی با ادارهٔ آموزش و پرورش کرمانشاه، دانش‌آموزان این استان برای آشنا‌شدن با پُست و تمبرشناسی به صورت گروهی از این موزه بازدید می‌کنند. به طور میانگین ۴۲۰۰ نفر در سال از موزهٔ تمبر کرمانشاه دیدن می‌کنند.

## انتقاد از وضعیت موزه
در دی ۱۴۰۳ رسول صفری روزنامه‌نگار هفته‌نامۀ نقد حال با نگارش گزارشی از وضعیت نامطلوب این موزه انتقاد کرد. به گفتۀ او در زمان بازدید از این موزه، تنها چند قطعه تمبر و دو سه دستگاه قدیمی در فضایی نامناسب از ادارۀ کل پست کرمانشاه وجود داشته که «به هر چیزی شبیه است به‌غیر از یک موزه». به گفتۀ وی معاون پشتیبانی و مدیریت منابع ادارۀ کل پست استان کرمانشاه تأیید کرده که به‌علت کمبود جا بیشتر فضای موزه به بخش‌های اداری اختصاص یافته و بخش زیادی از تمبرها و وسایل باارزش موزه نیز به انبار منتقل شده است.